# Domenico Gabrielli
Domenico Gabrielli (Bologna, 19 ottobre o 15 aprile 1650 – Bologna, 10 luglio 1690) è stato un compositore e violoncellista italiano.
In vita era soprannominato Minghino del violoncello (Mingéin dal viulunzèl), in quanto in dialetto bolognese Mingéin è un diminutivo di Domenico.

## Biografia
Studiò composizione a Venezia con Giovanni Legrenzi e violoncello con Petronio Franceschini. Quando quest'ultimo morì, il 20 dicembre 1680 Gabrielli gli succedette come violoncellista della cappella della Basilica di San Petronio di Bologna. Il 23 aprile 1676 fu ammesso all'Accademia Filarmonica di Bologna e nel 1683 ne diventò presidente. Durante gli anni '80 diventò celebre sia come virtuoso del violoncello che come compositore di musica vocale. Nel 1682 debuttò come operista, un'attività che lo vedrà impegnato per almeno sette anni e che produrrà 12 opere, per lo più scritte originariamente per i teatri di Venezia, Torino e Modena. In quest'ultima città era inoltre spesso occupato nelle sue esecuzioni al violoncello presso la corte estense, tant'è che spesso era costretto a rinunciare ai doveri che lo vedevano impegnato anche a San Petronio. Queste continue assenze si perpetuarono sino al 14 ottobre 1687 quando decise di dimettersi per alcuni mesi. Dopo aver soggiornato per qualche tempo a Modena fu reintegrato nell'organico della cattedrale bolognese, ma contrasse una malattia che, due anni dopo, lo portò alla morte.

## Composizioni

### Opere
- Flavio Cuniberto (dramma per musica, libretto di Matteo Noris, 1682, Venezia)
- Il Cleobulo (dramma per musica, libretto di Giovanni Battista Neri, 1683, Bologna)
- Il Gige in Lidia (dramma per muisca, libretto di Giovanni Battista Neri, 1693, Bologna)
- Teodora Augusta (dramma per musica, libretto di Adriano Morselli, 1685, Venezia)
- Clearco in Negroponte (dramma per musica, libretto di Antonio Arcoleo, 1685, Venezia)
- Rodoaldo, re d'Italia (dramma per musica, libretto di Tommaso Stanzani, 1685, Teatro San Moisè di Venezia)
- Le generose gare tra Cesare e Pompeo (dramma per musica, libretto di Rinaldo Cialli, 1686, Venezia)
- Il Maurizio (dramma per musica, libretto di Adriano Morselli, 1686, Venezia)
- Il Gordiano (dramma per musica, libretto di Adriano Morselli, 1688, Venezia)
- Carlo il grande (dramma per musica, libretto di Adriano Morselli, da Ludovico Ariosto, 1688, Venezia)
- Silvo, re degli Albani (melodramma, libretto di Pietro d'Averara, 1689, Torino)

### Oratori
- San Sigismondo, re di Borgogna (libretto di D. Bernardoni, 1687, Bologna). Ed. moderna a cura di Barbara Cipollone e Maria Luisa Baldassari, Padova, Armelin 2008.
- Elia sacrificante (libretto di P. P. Sita, 1688, Bologna)
- Il martirio di Santa Felicita (libretto di F. Sacrati, 1689, Modena)
- Il battesimo di Carlo, antico imperatore il Magno (1718, Lucca; perduto)

### Altre composizioni strumentali e vocali
- Balletti da camera à tre op. 1 (1684)
- Tre sonate per violoncello e tiorba o cembalo (1687)
- Sette ricercari per il violoncello solo (1688)
- Sei sonate per tromba, violini e b. c..
- Cantate à voce sola, dedicate al Cardinale Benedetto Pamphilj (Bologna, 1691)

## Discografia
- Domenico Gabrielli: "San Sigismondo Re di Borgogna", oratorio per 5 voci con strumenti, Tactus 2008. Ensemble Les Nations: Elena Biscuola, S. Sigismondo - Laura Antonaz, Inomachia - Patrizia Vaccari, Gondemaro - Fabio Furnari, Duce - Andrea Favari, Clodomiro. direzione M. Luisa Baldassari
- "Filiberto Laurenzi: "La finta savia - Arias", Brilliant Classics, 2018 , Ensemble Sezione Aurea, Carlo Vistoli, Elena Cecchi Fedi, Mauro Valli, Filippo Pantieri (contiene il Ricercare in re minore per violoncello solo eseguito da Mauro Valli)